# Hermes (Nederland)
Hermes is een historisch merk van motorfietsen.
Het was een Nederlands merk dat in 1903 rijwielen met hulpmotor of motorfietsen maakte.
Voor andere merken met de naam Hermes, zie Hermes (Berlijn) - Hermes (Birmingham) - Hermes (Hamburg) - Hermes (Varberg).